# ثوم لموني
ثوم لموني (الاسم العلمي: Allium lemmonii) هو نوع من النباتات يتبع جنس الثوم من فصيلة النرجسية.